# San Bartolomeo (Carlo Crivelli)
San Bartolomeo è un dipinto a tempera e oro su tavola (28x15,5 cm) di Carlo Crivelli, databile al 1472 e conservato nella Pinacoteca del Castello Sforzesco di Milano. Faceva probabilmente parte del Polittico del 1472. 

## Storia
Il polittico, probabilmente in origine nella chiesa di San Domenico a Fermo, venne smembrato poco prima del 1834, e disperso sul mercato. Il San Bartolomeo  si trovava col San Giovanni Evangelista nella collezione Castelbarco e fu donato al Comune di Milano da Giuseppe Levis. L'attribuzione al Crivelli è pressoché unanime (Berenson, Rushforth, Borenius e successivi, con la sola esclusione di Geiger).
La ricostruita predella con altri quattro scomparti (Philadelphia, New Haven, Milano e Amsterdam) è assegnata al polittico del 1472 sebbene con qualche incertezza legata all'assenza di documentazione. 

## Descrizione e stile
Nel pannello centinato, che doveva essere nella metà sinistra, san Bartolomeo è raffigurato a mezzafigura mentre si piega dolcemente verso destra e in avanti, tenendo un libro al petto con la sinistra e con la destra sollevando delicatamente lo strumento del suo martirio, un coltello affilato con cui fu scuoiato vivo. Espressive le mani: la sinistra divarica in maniera accentuata il pollice dalle altre dita, la destra lascia il mignolo delicatamente sollevato nella presa dell'impugnatura del coltello.  
Notevole è l'individuazione fisiognomica ed espressiva del volto, che appare concentrato dirigendo l'attenzione a sinistra ma dischiudendo le labbra come se stesse per parlare con una figura nel pannello adiacente. 